# Jardin public du Moulin de Cassel
Le jardin public du Moulin de Cassel est un jardin public, classé site archéologique, situé au cœur de la ville de Cassel, dans le département du Nord, en région Hauts-de-France. À l'emplacement du jardin se trouvait un ancien château de l'époque gallo-romaine dont il subsiste des fondations de fortifications. Le Casteel Meulen, moulin du château donne son nom au jardin public.

## Histoire

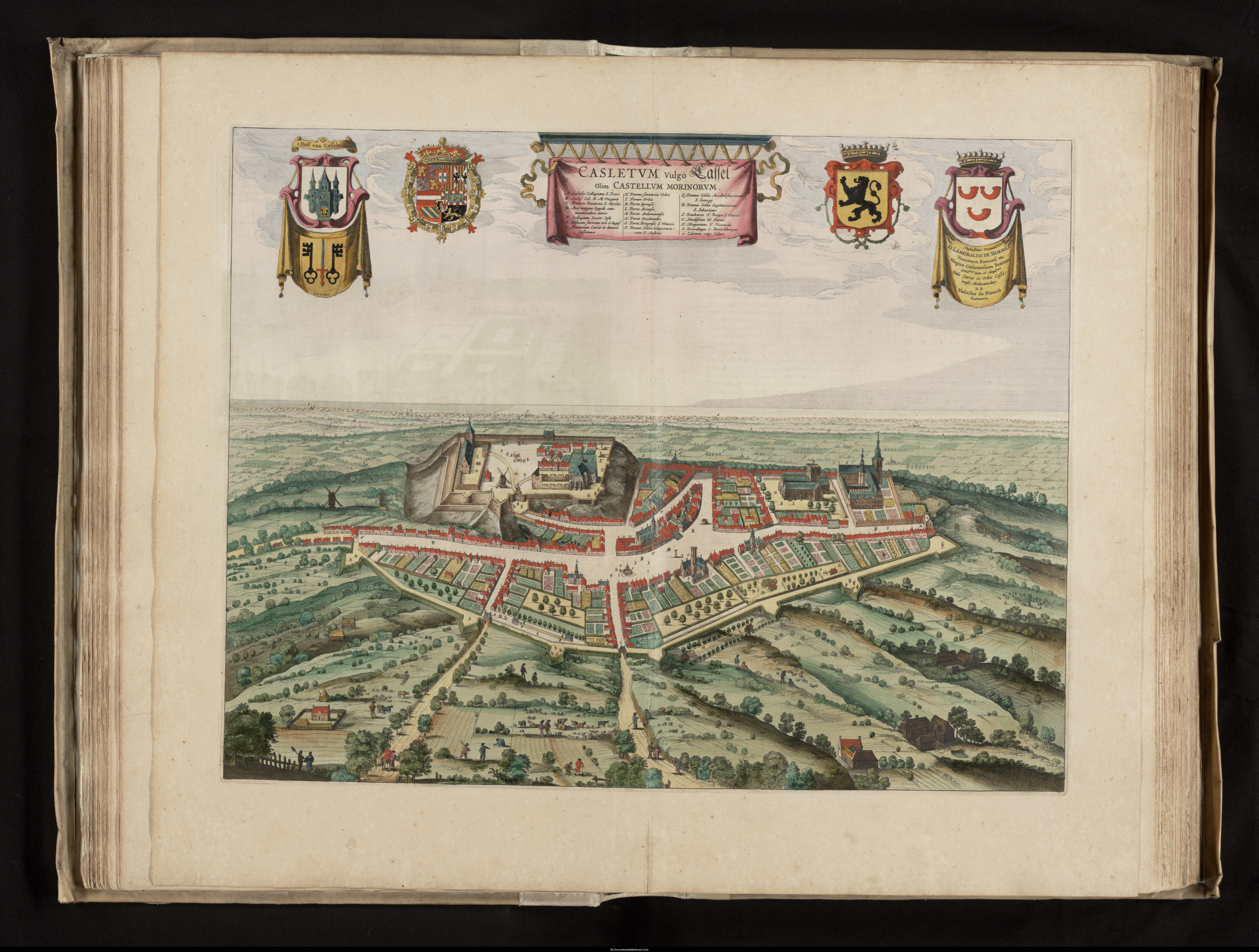
Château de Cassel en 1641 par Sanderus.

L'ancien château de Cassel (Castellum Menapiorum) était peuplé à l'origine par la tribu celte des Ménapiens. Le château était une place forte stratégique reconnue depuis son annexion par les Romains. En effet, ses 176 mètres de hauteur lui permettait de surveiller son territoire sur un rayon d’une soixantaine de kilomètres. Démantelé progressivement à partir de l'annexion de la châtellenie de Cassel au royaume de France en 1678, l'ancien château garde quelques vestiges de son passé.
Sur la partie occidentale du château se situait le Moulin, la Tour Grise du Comte et le logis du Gouverneur. Sur la partie orientale du château, appelée « quartier des Ménapiens », se situait l'ancienne collégiale Saint-Pierre et les logements du chapitre des chanoines. De nos jours, l'ancien château, reconverti en jardin public, offre un panorama remarquable sur la plaine flamande, la Belgique et l'Audomarois.

### Période antique
Les premiers habitants du château étaient les Ménapiens, une tribu celte. Après l'annexion de la Gaule Belgique par les Romains, le château de Cassel devint capitale de la civitas des Ménapiens jusqu'au IIIe siècle, période à laquelle la mer submergea les terres (Transgression marine Dunkerque II). Le château de Cassel et sa cité sont mentionnés par le géographe Claude Ptolémée vers l'an 150 sous le nom de Castellopolis qualifiant ainsi Cassel de ville.
En 249, les Francs font leur première irruption autour de Cassel. L'Empereur Maximien les autorise à y cultiver des terres en 291. Au cours des invasions germaniques, Cassel, cité romaine, est ravagée pour la première fois en 396 par les barbares cherchant refuge dans les marais environnants.
À partir de 446, Cassel passe sous la domination de la tribu germanique des Francs, dont la langue est l'ancêtre du Flamand, langue parlée à Cassel jusqu'au milieu du XXe.

### De la chute de l'Empire romain à la Révolution française

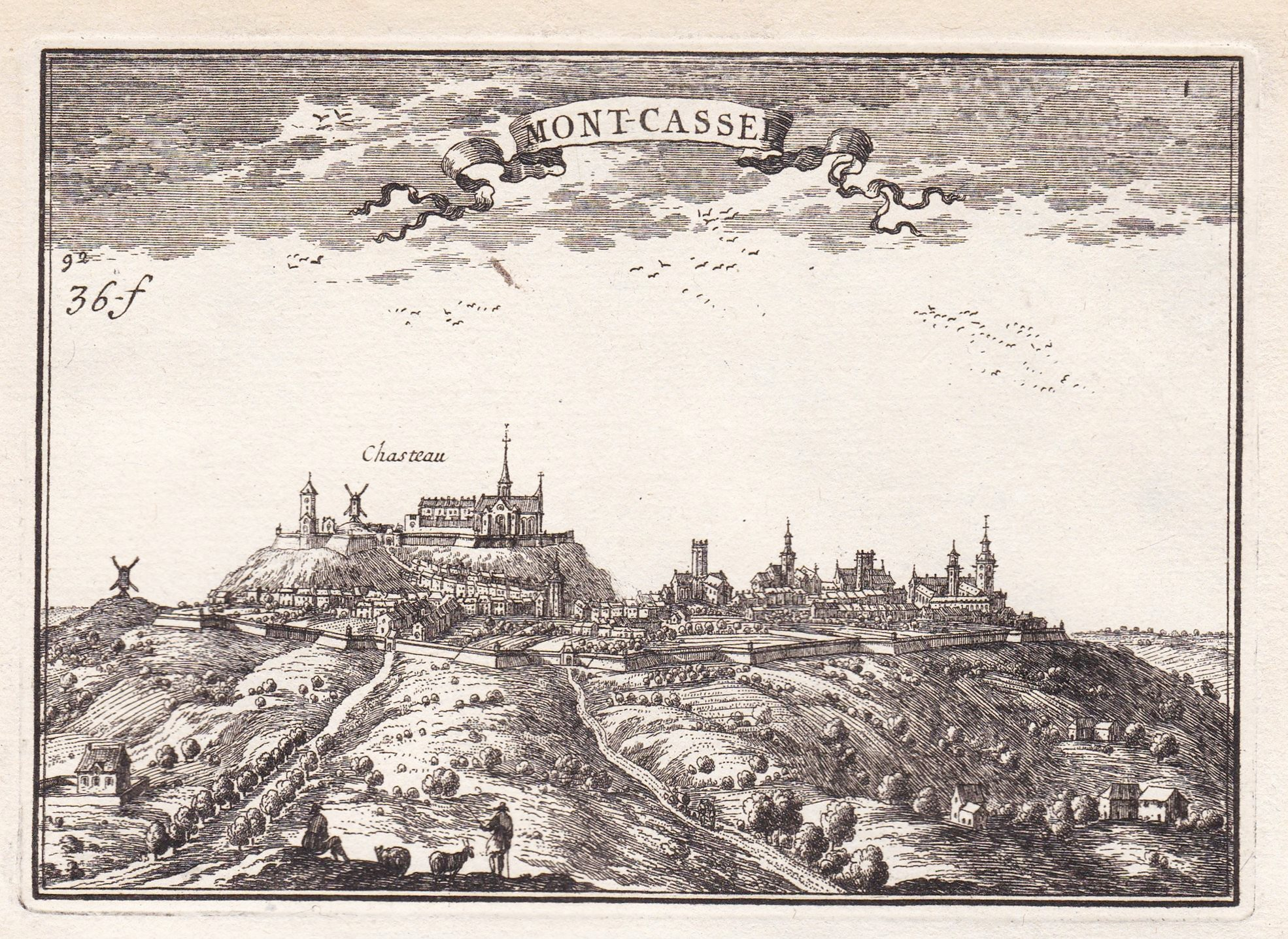
Château de Cassel vers 1680 (gravure de Beaulieu).

Le château de Cassel fait partie du royaume des francs. Depuis la destruction de Cassel en 396, la cité et le château sont progressivement abandonnés et démantelés. Il faudra attendre le règne de Charlemagne pour que Cassel sorte de l'oubli. À partir des années 808, le château de Cassel refait surface et se développe sous l'impulsion d'Odoacre, septième forestier des Flandres. La Tour Grise du Comte qui dominera le château pendant 800 ans est construite à cette époque. Le traité de Verdun (843) qui met fin à l'empire carolingien octroie le pagus flandrensis à la Francie occidentale.
En 860, 880 et 928, Cassel subit les raids des vikings. Les soldats danois du roi Sifride détruisent complètement Cassel en 928. Ces désastres contribuent à développer les fortifications du château tout au long du Moyen Âge.
Cassel devient une place forte centrale et importante pour préserver l'autonomie du Comté de Flandre contre les Rois de France. Elle est considérée comme la porte de la Flandre occidentale. Robert le Frison, comte de Flandre, soutient les insurgés casselois et gagne une bataille en 1071 face à Philippe Ier. Deux siècles plus tard, les rebelles flamands dirigés par Nicolas Zannekin connaissent une sévère défaite à Cassel face à Philippe VI en 1328.
Le traité de Cambrai de 1529 entre François Ier et Charles Quint met fin à la suzeraineté française sur la Flandre jusqu'en 1678. La bataille de Cassel (1677) scelle le sort du château. Après la victoire française, Louis XIV fait démanteler les fortifications, la Tour Grise et le logis du gouverneur. La collégiale Saint-Pierre et l'ancien quartier des Ménapiens disparaîtront peu de temps avant la Révolution Française.

### Depuis leXIXesiècle
Au début du XIXe siècle, il ne reste quasiment plus rien du château historique, hormis le moulin, la porte méridionale, la crypte de la collégiale et le mur gallo-romain. Progressivement, l'espace est aménagé en jardin public. On y trouve le monument aux trois batailles érigé en 1873, la rampe alpine de 1904, des tables panoramiques ainsi qu'un hêtre remarquable du XIXe siècle.

## Lieu et patrimoine

### Fortifications romaines et Porte du Château

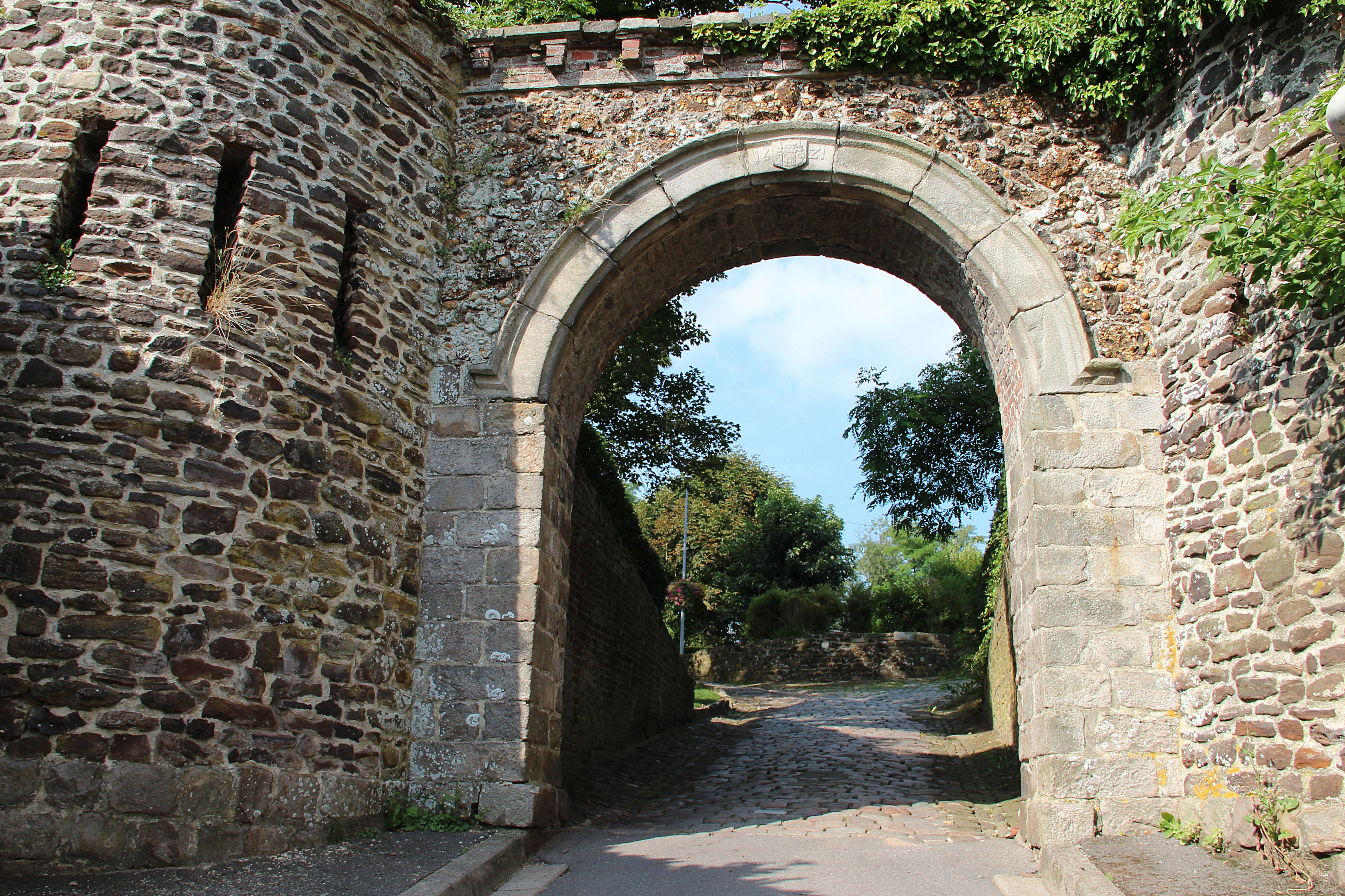
ancienne porte méridionale du château de Cassel.

On peut encore apercevoir de nos jours un fragments des anciennes fortifications gallo-romaines en contrebas du moulin dans le lieu appelé « la grotte ». Des fouilles archéologiques du début du XIXe siècle et des années 1980 ont permis de constaté l'authenticité romaine des fortifications. Des pièces de monnaie et des médailles de l'Empire romain ont été retrouvées au niveau de leurs fondations dont les plus vieilles datent de l'empereur Auguste. L'ancienne porte méridionale du XVIIe est l'un des derniers vestiges du château médiéval. Son aspect actuel lui est donné en 1621. Cette date avec les armes de la châtellenie de Cassel ornent la pierre angulaire de la porte.
De Smyttère écrit dans son ouvrage de 1828 qu'une autre porte existait au nord du château et qu'elle figure sur un plan de 1695. La date de la destruction de la porte septentrionale du château est cependant inconnue.

### Collégiale Saint-Pierre et sa crypte

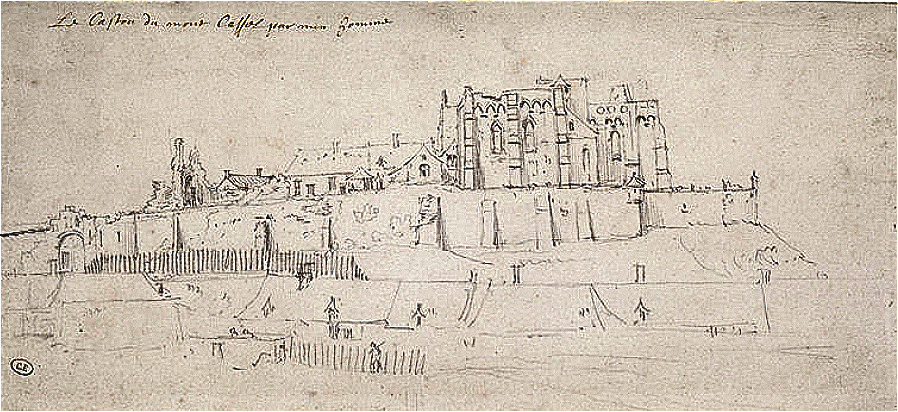
Vue de la partie orientale du château de Cassel (Collégiale Saint-Pierre, quartier des Ménapiens, Porte méridionale) après la bataille de Cassel 1677

La collégiale est édifiée en 1076 sur ordre de Robert le Frison, comte de Flandres, à la suite de sa victoire sur les Français. La construction s'est faite en remplacement de l'église Saint-Sauveur qui se situait au même endroit. Robert le Frison rapporte de son pèlerinage à Jérusalem une portion de la chaîne qui aurait servi à attacher Saint Pierre. Il en dépose une partie à Constantinople et une autre dans la crypte de la collégiale Saint-Pierre de Cassel. Ces reliques de l'apôtre seront vénérées à Cassel jusqu'à la Révolution. La dépouille de Robert le Frison reposa également dans la crypte de la collégiale jusqu'à la révolution française où sa sépulture fut profanée,.
La collégiale était constitué d'un chapitre de chanoines et dépendait directement du Saint-Siège. On doit à la collégiale Saint-Pierre l'origine des armes actuelles de la ville, les deux clefs étant un ornement de saint-Pierre. La collégiale a connu les vicissitudes de l'histoire. Elle a été incendiée en 1330 durant la seconde bataille de Cassel et 1477 par les troupes du Roi Louis XI. Elle est pillée et saccagée en août 1566 par les protestants. Le 20 août 1672, la collégiale subit un violent incendie qui détruit une grande partie de la ville de Cassel. Malgré de légères restaurations, la collégiale Saint-Pierre se retrouve dans un état de délabrement avancé. La décision est prise d'abattre la collégiale et d'en reconstruire une nouvelle au même endroit. Les travaux de démolition pour cause de vétusté commencent le 4 avril 1788 et la construction du nouvel édifice s'enchainent mais les événements révolutionnaires interrompent le chantier en 1790. Au moment de l'arrêt des travaux, les fondations sont achevées ainsi que les murs sur une hauteur d'un mètre.
Les matériaux de la nouvelle collégiale en construction sont dispersés et vendus le 3 octobre 1791 et les cloches sont enlevées le 18 novembre 1791. En date de 2023, seule la crypte de la collégiale primitive existe encore. Dans cette crypte était vénérée la statuette en bois de « Notre-Dame de la Crypte », patronne de Cassel qui est toujours célébrée lors de la neuvaine du 2 au 10 juillet. Une peinture sur bois représentant l'intérieur de la collégiale Saint-Pierre est visible dans la chapelle Jean-Paul II, actuelle chapelle des messes de semaine de la collégiale Notre-Dame de la Crypte. Cette peinture est l’œuvre de Georgette Patteyn au début du XXe siècle.

### Quartier des Ménapiens: actuelle terrasse du château
C'était le quartier médiéval où résidaient les chanoines de la collégiale Saint-Pierre. Ce quartier est progressivement abandonné à la suite de l'incendie de 1672, puis après la prise de Cassel en 1677 et la fusion en 1772 des chapitres de chanoines de la collégiale Saint-Pierre avec ceux de la collégiale Notre Dame de la Crypte, actuelle église paroissiale de Cassel.
C'est sur ce quartier qu'ont été construit par la suite le Casino et le monument des trois batailles. Cet espace a fait l'objet d'un réaménagement en 2013 avec l'agrandissement du jardin public sur cette zone et la mise en valeur de la crypte de l'ancienne collégiale.

### Casteel Meulen

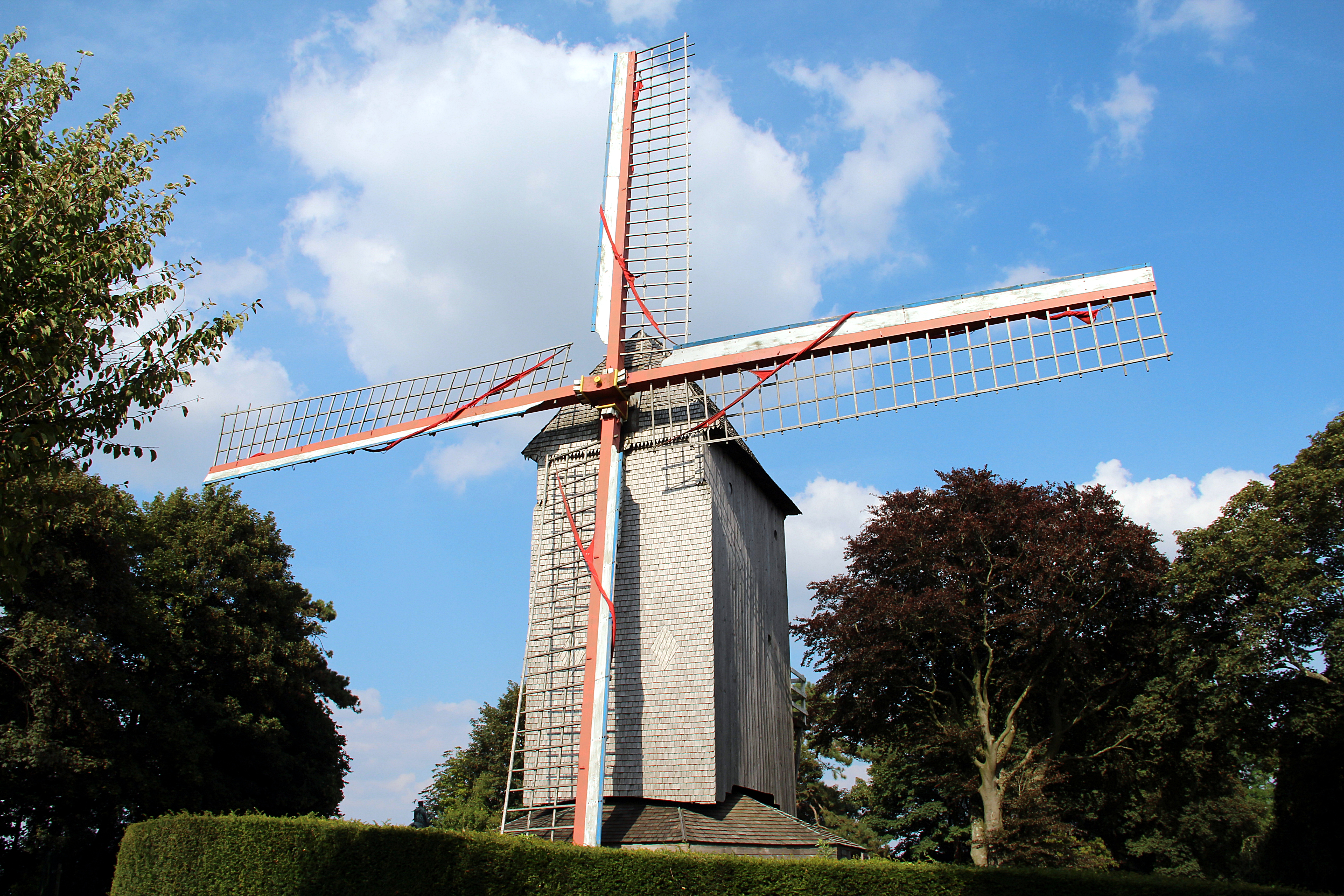
Moulin de Cassel.

Le moulin à blé du château d'origine date du XVIe siècle. La plus vieille mention de celui-ci date de 1562. Remanié plusieurs fois au fil du temps, il a pris feu accidentellement en 1911. Dominant le mont, l'incendie du moulin était visible depuis Dunkerque. En 1937, le dernier moulin dit « Standaert meulen » est détruit. Cassel a compté jusqu'à 24 moulins au XIXe siècle.
En 1949, monsieur Descamps et le syndicat d'initiative permettent l'aménagement d'un nouveau moulin. Le moulin actuel est l'ancien Brande Staeckmeulen d'Arnèke du meunier Ruyttor. Le moulin de Cassel est un des derniers moulins fonctionnels en Flandres. Il est actuellement en attente de restauration.

### Tour Grise du Comte s' Graeven Tooren et logis du Gouverneur
Cette immense tour existait déjà au IXe siècle du temps où Odoacre était Forestier des Flandres (ancien titre des comtes). Construite dans la partie nord-ouest du château, à l'emplacement actuelle de la statue Foch, la tour servait de vigie. Le sommet de la tour était éclairé la nuit et servait de phare pour les bateaux de la mer du Nord. La tour, ainsi que le logis du gouverneur ont été détruits peu de temps après la conquête de Cassel par la France. Les seules représentations existantes de la tour grise du Comte se trouvent sur les plans de Sanderus de 1641 et de Beaulieu de 1680.

### Monument aux trois batailles
Le monument aux trois batailles est inauguré le 21 septembre 1873 à l'emplacement de l'ancienne collégiale Saint-Pierre. Il rappelle l'histoire passée du château et de la collégiale Saint-Pierre ainsi que les trois batailles de Cassel 1071, 1328 et 1677.

### Rampe alpine

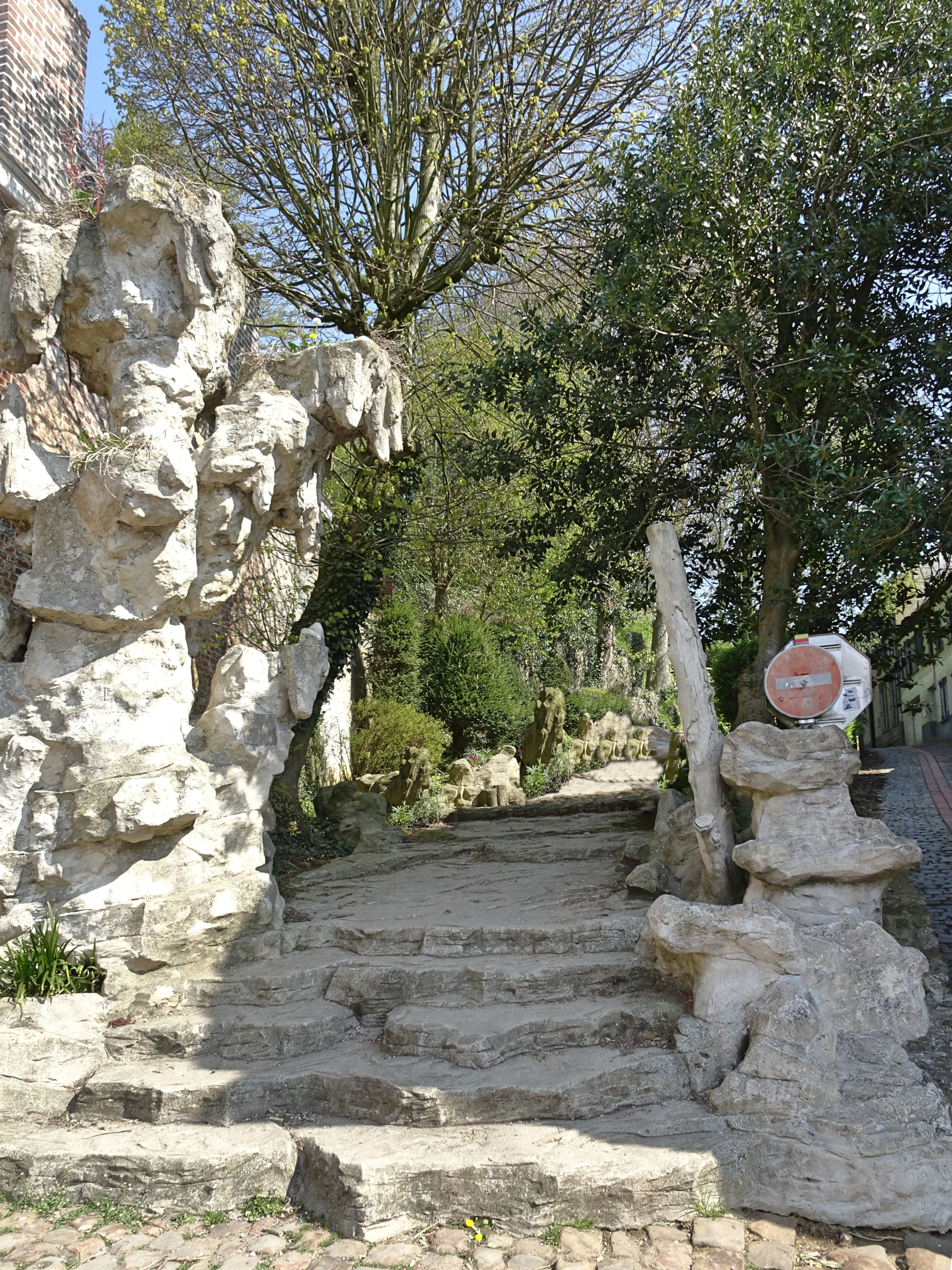
rampe alpine de Cassel.

Construite en 1904, la rampe alpine se situe sur la partie orientale de l'ancien château. Elle a été conçue par l'architecte Emile Ponthieux. Elle relie l'actuel jardin public de la Grand'Place en contrebas
Construite en ciment-armé, elle représente des éléments végétaux et permet une ascension vers l'ancien château.

### Casino de Cassel
Ancienne bâtisse imposante construite par Achylle Samyn au nord-est de l'ancien château, le Casino est construit en 1902 avant d'être détruit en 2010. Ce bâtiment a eu différentes fonctions au fil du temps : hôtel, quartier-général, distillerie clandestine, relais de télévision, cinéma, dancing, restaurant et studio de la radio locale Uylenspiegel.
À l'endroit de cet édifice et d'un bâtiment voisin disparu en 1940 appelé « au fort des Césars », il existait encore en 1828 les voûtes d'un ancien chemin souterrain datant de l'époque romaine. Ce souterrain partait en direction du mont des Récollets et servait de caveau au chapitre de la collégiale Saint-Pierre jusqu'à la Révolution. Un puits de construction romaine et d'une cinquantaine de mètres de profondeur se trouve à côté de ce souterrain. Il permettait l'approvisionnement en eau du château.

### Statue équestre du Maréchal Foch

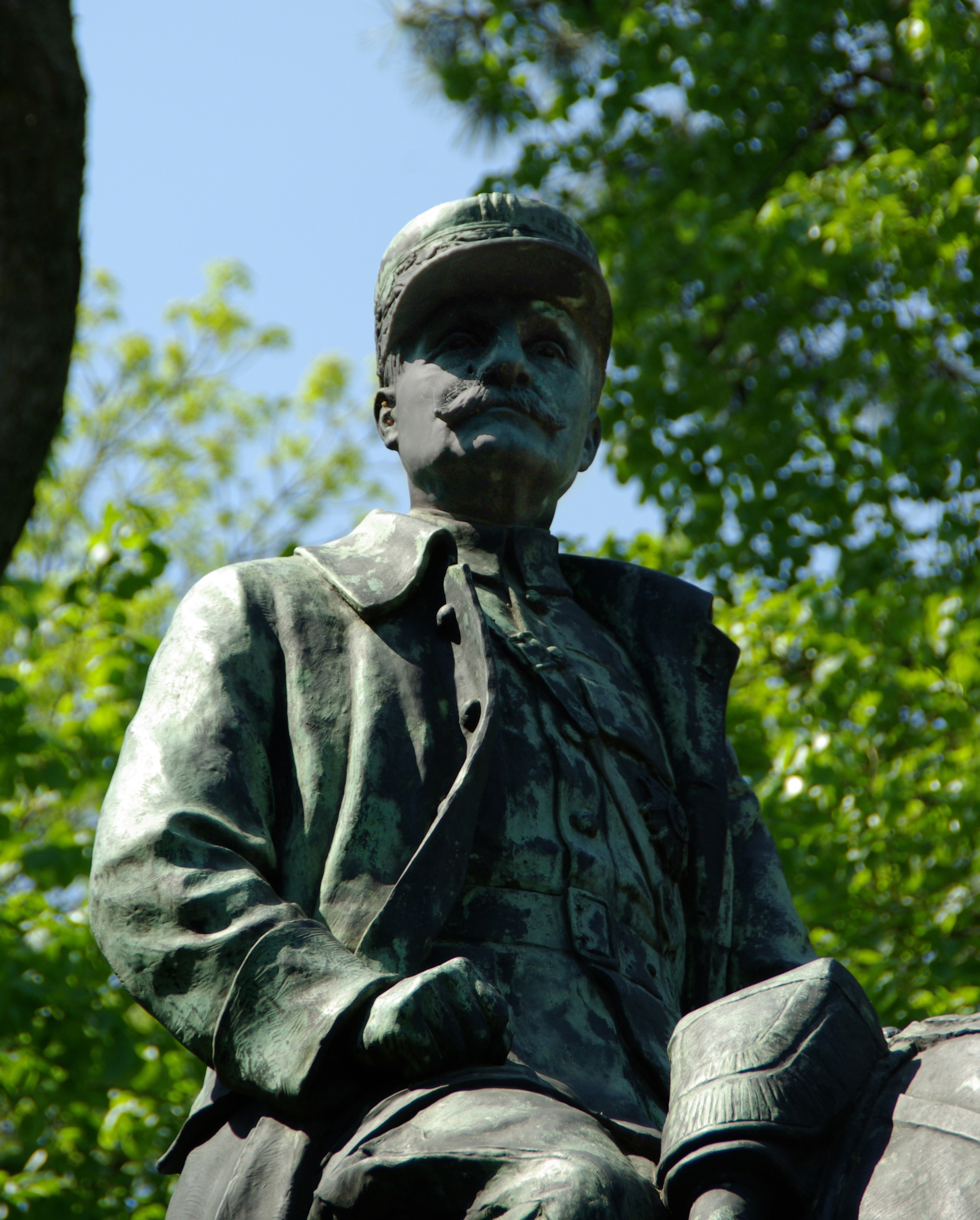
Statut du Maréchal Foch - Cassel.

Cette statue a été inaugurée en 1928 en présence du Maréchal Foch. Pendant la première guerre mondiale, Cassel recevait régulièrement l'état-major franco-britannique à cause de sa proximité avec le front et de son altitude face à la plaine flamande. De Cassel, le maréchal Foch a dirigé les batailles de l'Yser et d'Ypres.

### Tables panoramiques
Trois tables panoramiques ont été aménagées au XIXe siècle offrant une vue à 360 degrés à 60 kilomètres à la ronde. Un dicton des anciens disait « D'ici, on peut contempler cinq royaumes : la France, la Belgique, les Pays-Bas, l'Angleterre et le royaume des cieux. »

### Hêtre pleureur remarquable

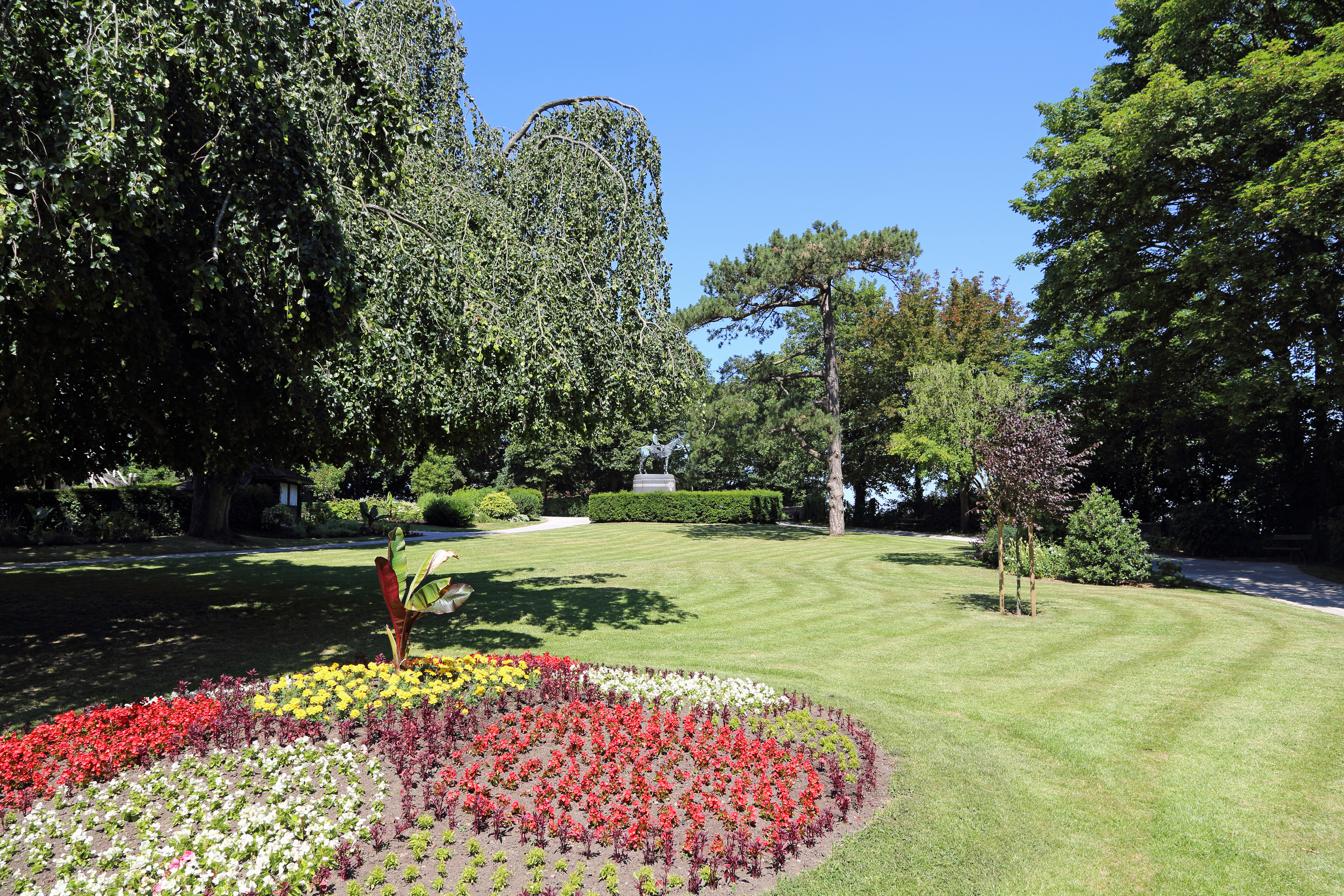
jardin public de Cassel

Le hêtre fût planté vers 1880 au cœur du jardin public. L'arbre mesure entre 12 et 14 mètres de hauteur. Il a été labellisé « arbre remarquable » en 2021 et devient plus bel arbre de France 2022. Il concourt au titre du plus bel arbre d'Europe 2023 en tant qu'arbre représentant la France.